# Agapito Bellomo
Agapito Bellomo (Roma, ... – Caserta, luglio/agosto 1593) è stato un vescovo cattolico italiano.

## Biografia
La prima notizia su di lui risale al 25 settembre 1551, quando appose la firma a una deliberazione camerale; successivamente il 4 novembre 1551 fu nominato chierico della Camera apostolica, succedendo a Giovanni Battista Galletti. Durante la sua attività camerale controfirmò circa quaranta documenti tra il 25 dicembre 1551 e l'8 novembre 1553. Subito dopo quella data dovette essere sostituito dal futuro cardinale Vitellozzo Vitelli. La carica fu importante per la sua successiva carriera per l'acquisizione di una mentalità rigidamente curiale che vi acquisì, dandone in seguito prova come vescovo e come padre conciliare; inoltre gli permise di ottenere grandissimi privilegi, che conservò anche in seguito.
Grazie all'appoggio della famiglia Farnese, il 5 dicembre 1554 divenne vescovo di Caserta. Sulla storia dell'episcopato casertano di Bellomo la principale fonte è l'Autobiografia scritta dal futuro cardinale Giulio Antonio Santori, che al tempo fu uomo di fiducia del vescovo e suo vicario generale dal 1560, anno in cui il Bellomo visitò per la prima volta la sua diocesi. In ogni caso in quegli anni a reggere la diocesi casertana fu il Santori, che in sua assenza celebrò tra il 1563-1564 un sinodo e scrisse un trattato: Laudum et sententia suber controversis capitulis ecclesiae casertanae, che fu apprezzato e richiesto anche da San Carlo Borromeo.
Prese parte al Concilio di Trento a partire dal 3 gennaio 1562. Quando si trovava a Saint-Germain-en-Laye in qualità di legato papale presso la corte francese, ebbe una interessante corrispondenza con il cardinale Ippolito d'Este. In particolare due lettere 2 e al 29 gennaio 1562 scritte dal cardinale sono documenti importanti per la storia delle guerre di religione. A questo periodo risale anche una lettera del cardinale Alessandro Farnese, che presuppone un più ampio carteggio.
Dal 1563 si insediò definitivamente nella sua sede episcopale e intraprese un'intensa attività pastorale, a cui le iniziative del Santoro avevano aperta la strada. Per applicare i dettami della Controriforma tra l'11 luglio 1567 e il 2 settembre 1573 aprì il seminario, uno dei primi in Italia. Partecipò al concilio provinciale di Capua del 4 novembre del 1577 e ne sottoscrisse gli atti in coerenza col suo voto tridentino, nonostante le sue riserve sugli abusi di poteri dei metropolitani, espresse in un duro memoriale rilasciato alla presenza dello stesso concilio. Probabilmente in seguito a tale intervento e alle discussioni ad esso seguite, nel 1585 la Curia romana cercò di limitarne l'azione, nominandogli un coadiutore. Fortunatamente a suo favore vi fu l'intervento del Santori, al tempo già cardinale, che riuscì a far nominare Mario Bellomo, suo nipote.
Morì a Caserta verso luglio-agosto del 1593.